# اوریکوم
اوریکوم (به لاتین: Orikum) یک شهرستان در آلبانی است که در ناحیه ولوره واقع شده‌است.